# Candongueiro

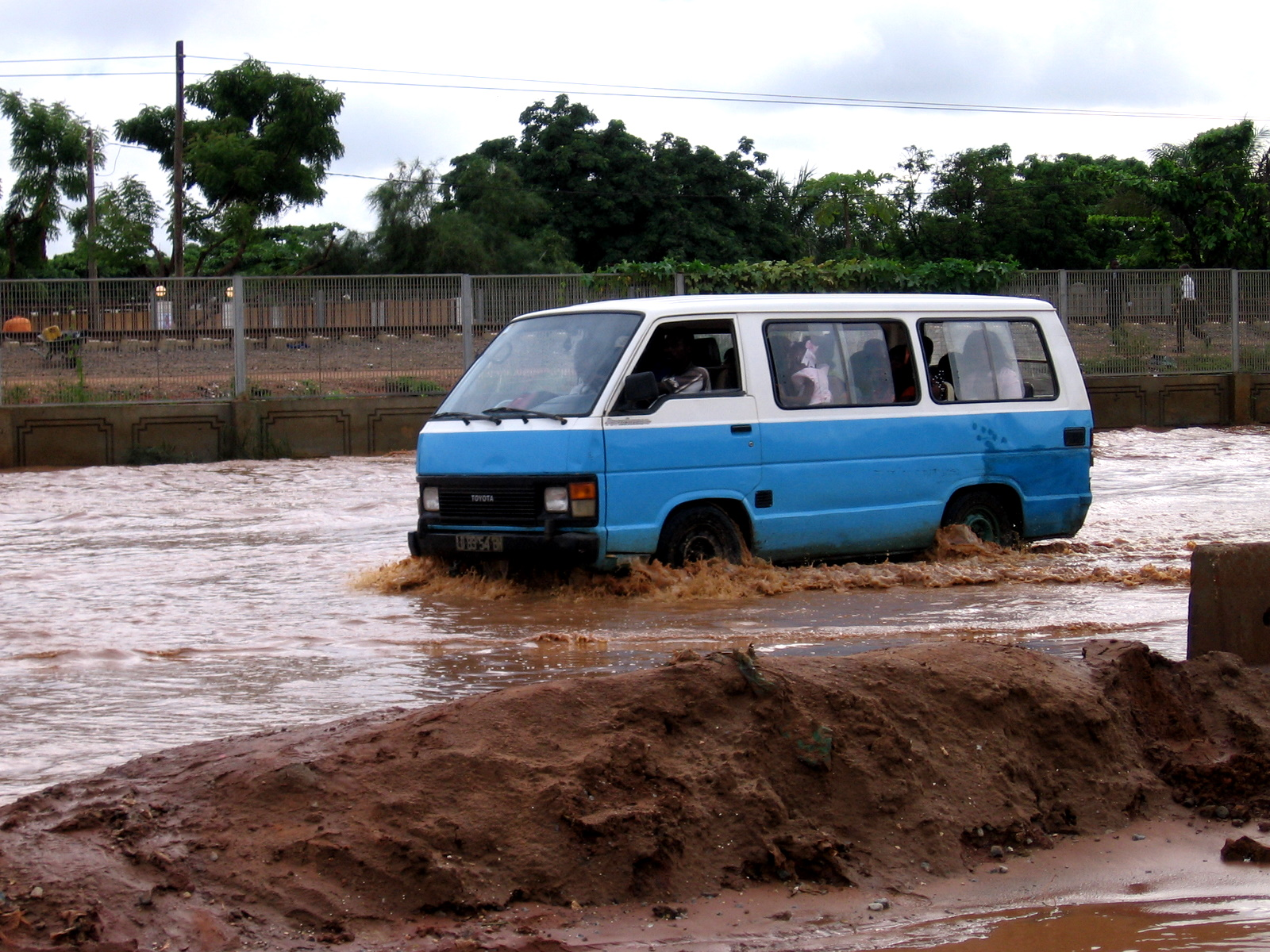
Candongueiro numa rua inundada de Luanda, 2008

Candongueiro é, em Angola, o nome popular dado aos veículos de transporte de passageiros. Geralmente são vans pintadas de branco e azul.